# فيضة الحنيات
فيضة الحنيات هي فيضة في ناحية بصية بقضاء السلمان بمحافظة المثنى، بصحراء الحجرة بالبادية العراقية جنوب العراق، مساحتها ثلاثة آلاف وعشرين متراً مربعاً.